# Marchin On
«Marchin On» — третий сингл американской рок-группы OneRepublic из их второго студийного альбома Waking Up. Автором и продюсером песни является фронтмен группы Райан Теддер. Рэпер Тимбалэнд создал ремикс этой песни, который вошёл в его альбом 2009 года Shock Value II. Песня стала промотреком Чемпионата мира по футболу 2010.

## Список композиций
| №  | Название                     | Длительность |
| -- | ---------------------------- | ------------ |
| 1. | «Marchin On» (Patriot Remix) | 4:12         |
| 2. | «Marchin On» (Timbo Version) | 4:09         |

## Позиции в чартах
| Чарт (2010)                  | Лучший результат |
| ---------------------------- | ---------------- |
| Austrian Singles Chart       | 7                |
| Belgian Tip Chart (Flanders) | 14               |
| Belgian Tip Chart (Wallonia) | 5                |
| Czech Airplay Chart          | 42               |
| German Singles Chart         | 6                |
| German Airplay Chart         | 2                |
| New Zealand Singles Chart    | 23               |
| Swiss Singles Chart          | 37               |

### Годовые чарты
| Чарт (2010)          | Позиция |
| -------------------- | ------- |
| German Singles Chart | 28      |